# Jean-Louis Pierrot
Jean-Louis Pierrot (Acul - du-Nord, 19 de dezembro de 1761 - Cabo Haitiano, 18 de fevereiro de 1857) foi o quinto presidente do Haiti.